# Lawrence Pressman
David Milton Pressman, detto Lawrence (Cynthiana, 10 luglio 1939), è un attore statunitense.

## Carriera
Tra il 1989 e il 1993 è protagonista della serie TV Doogie Howser. Nel 2022 è nel cast di Reboot.

## Filmografia parziale

### Cinema
- Dalle 9 alle 5... orario continuato (9 to 5), regia di Colin Higgins (1980)
- Il grande Joe (Mighty Joe Young), regia di Ron Underwood (1998)
- American Pie, regia di Paul Weitz (1999)
- American Dreamz, regia di Paul Weitz (2006)

### Televisione
- Hawaii Squadra Cinque Zero (Hawaii Five-0) – serie TV, 1 episodio (1973)
- Insight – serie TV, 2 episodi (1974-1979)
- La famiglia Mulligan (Mulligan's Stew) – serie TV, 7 episodi (1977)
- Adorabili creature (Ladies' Man) – serie TV, 16 episodi (1980-1981)
- Dynasty – serie TV, 2 episodi (1984)
- La signora in giallo (Murder, She Wrote) – serie TV, episodi 1x13-4x05-10x03 (1985-1993)
- Matlock – serie TV, 2 episodi (1986-1989)
- Doogie Howser – serie TV, 97 episodi (1989-1993)
- Law & Order - I due volti della giustizia (Law & Order) – serie TV, 3 episodi (1993-1995)
- Star Trek: Deep Space Nine – serie TV, 3 episodi (1994-1997)
- NYPD - New York Police Department (NYPD Blue) – serie TV, 2 episodi (1995)
- La signora del West (Dr. Quinn - Medicine Woman) – serie TV, 2 episodi (1996)
- Jarod il camaleonte (The Pretender) – serie TV, episodio 1x05 (1996)
- Profiler - Intuizioni mortali (Profiler) – serie TV, 4 episodi (1998-1999)
- Chicago Hope – serie TV, episodio 4x06 (1998)
- Ally McBeal – serie TV, episodio 1x14 (1998)
- Giudice Amy (Judging Amy) – serie TV, 4 episodi (1999-2004)
- The Practice - Professione avvocati (The Practice) – serie TV, 2 episodi (1999-2002)
- Dawson's Creek – serie TV, episodio 3x16 (2000)
- West Wing - Tutti gli uomini del Presidente (West Wing) – serie TV, episodio 1x21 (2000)
- X-Files (The X-Files) – serie TV, episodio 8x04 (2000)
- The Guardian – serie TV, 3 episodi (2001-2002)
- Dark Angel – serie TV, 2 episodi (2001)
- NCIS - Unità anticrimine (NCIS) – serie TV, episodi 1x01-4x11 (2003-2006)
- Senza traccia (Without a Trace) – serie TV, episodio 1x15 (2003)
- Crossing Jordan – serie TV, 4 episodi (2004-2007)
- Una mamma per amica (Gilmore Girls) – serie TV, episodi 4x13-4x18 (2004)
- Medium – serie TV, 2 episodi (2005)
- Bones – serie TV, episodio 1x11 (2006)
- General Hospital – soap opera, 12 puntate (2007)
- Cold Case - Delitti irrisolti (Cold Case) – serie TV, episodio 5x07 (2007)
- Ghost Whisperer - Presenze (Ghost Whisperer) – serie TV, episodio 3x12 (2008)
- The Mentalist – serie TV, episodio 1x10 (2008)
- Saving Grace – serie TV, episodio 3x06 (2009)
- Criminal Minds – serie TV, episodio 5x03 (2009)
- Mad Men – serie TV, episodio 4x13 (2010)
- Hart of Dixie – serie TV, 7 episodi (2013-2014)
- Transparent – serie TV, 6 episodi (2014)
- 9-1-1 – serie TV, episodio 2x08 (2018)
- Modern Family – serie TV, episodio 9x21 (2018)
- Hawaii Five-0 – serie TV, episodio 10x20 (2020)
- Better Things – serie TV, episodio 4x09 (2020)
- Reboot – serie TV, 6 episodi (2022)
- Magnum P.I. – serie TV, episodio 5x07 (2023)
- No Good Deed – serie TV, episodio 2 (2024)

### Doppiaggio
- Carol e la fine del mondo (Carol & The End of the World) - serie animata, voce di Bernard Kohl (2023)

## Doppiatori italiani
Nelle versioni in italiano delle opere in cui ha recitato, Lawrence Pressman è stato doppiato da:
- Sandro Iovino in American Pie, The Mentalist, Criminal Minds
- Saverio Moriones in Doogie Howser, Cold Case - Delitti irrisolti
- Carlo Valli in Law & Order - I due volti della giustizia (ep. 3x18), High Potential
- Carlo Reali in Una mamma per amica, NCIS - Unità anticrimine (ep. 4x11)
- Rodolfo Traversa in Dalle 9 alle 5... orario continuato
- Oreste Rizzini in Adorabili creature
- Dante Biagioni ne La signora in giallo (ep. 1x13)
- Giorgio Bandiera ne La signora in giallo (ep. 4x05)
- Saverio Indrio ne La signora in giallo (ep. 10x03)
- Giancarlo Padoan in Star Trek: Deep Space Nine (ep. 3x05)
- Renato Cortesi in Star Trek: Deep Space Nine (ep. 3x26)
- Diego Reggente in Star Trek: Deep Space Nine (ep. 5x19)
- Luciano Melani ne Il grande Joe
- Vittorio Congia in Profiler - Intuizioni mortali
- Ettore Conti in X-Files
- Giuliano Santi in NCIS - Unità anticrimine (ep. 1x01)
- Carlo Sabatini in American Dreamz
- Giorgio Favretto in Bones
- Gianni Musy in Ghost Whisperer - Presenze
- Mauro Bosco in Mad Men
- Elio Zamuto in 9-1-1
- Pieraldo Ferrante in Modern Family
- Mino Caprio in Better Things
- Oliviero Dinelli in Hawaii Five-0
- Ambrogio Colombo in Reboot
- Bruno Alessandro in Magnum P.I.
- Luca Dal Fabbro in No Good Deed

Da doppiatore, è sostituito da:
- Stefano Oppedisano in Carol e la fine del mondo